# 丸户史明
丸户史明（日语：／ Maruto Fumiaki）是出生於愛知縣名古屋市的日本劇作家與輕小說作家，主要从事冒險遊戲的剧本创作，以《不起眼女主角培育法》作为轻小说出道。其代表作品有《女仆咖啡帕露菲》、《青空下的约定》、《白色相簿2》、《不起眼女主角培育法》等。

## 简历

### 学生时代
上高中之前，丸户对横沟正史的小说及相关动画、电视剧都很着迷。
进入大学后，丸户的兴趣转向星新一、阿刀田高的短篇小说。在成人游戏方面喜欢蛭田昌人的作品，毕业后也进入成人游戏业界，其一直很尊敬蛭田。
丸户同时也是小林且典的FAN，在《久远之绊》FANS工会活动中与小林相识、相熟，后被其所在的工作集团「企画屋」邀请成为该会社的一份子。
注：企画屋是一个剧本作者互助团体，主要通过外注接受游戏公司的任务。从企画屋雇佣的剧本作者挂名时，需要在自己的名字后面加上“with 企画屋”。事实上，企画屋内部也有一些作者之间互相帮助写作的行为。也有传言说丸户的《帕露菲》、《青空》等作品中有企画屋的其他作者参与，但未得到证实。

### 加入「企画屋」
丸户加入企画屋后，与「戲画」合作推出PC平台AVG游戏《女仆咖啡巧克拉》（Chocolat ～maid cafe "curio"～），从此受人瞩目。之后又由《女仆咖啡帕露菲》（Parfait ～chocolat second brew～）确立人气。世界观与以上两作相同的第三作《青空下的约定》（この青空に约束を―）也获得美少女游戏大赏（美少女ゲームアワード）2006年大奖、剧本奖、玩家支持奖、纯爱系作品奖、主题歌奖等奖项，成为其知名度最高的作品之一。
《Chocolat ～maid cafe "curio"～》/《Parfait ～chocolat second brew～》/《青空下的约定》，因世界观相同，且登场人物之间互有关联，故通称为《帕露菲三部曲》。其后「戲画」又制作发行该三部曲的外传续作《FOSSETTE》。

### 与「戲画」的合作及分离
06年之前丸户大部分作品都是在「戲画」名义下制作的，包括首作《ripple》，成名作《帕露菲》等等。但由于《帕露菲》Re Order版的特典事件，两者之间产生不和。
《FOSSETTE》是丸户在「戲画」的最后一作。这部由十几个短篇续集组成的作品，真正丸户执笔的只有其中三篇。其他篇目均由大量外注作家二次创作。
之后丸户並未与「戲画」繼續合作，开始为Leaf制作《白色相簿2》。

## 写作风格
作品多描写各种青春生活，主角都是贴近现实生活的普通人。文字叙述简洁流畅，剧情进展迅速，毫不拖沓。整体风格以快乐完美的结局为主，极少有悲剧情节。多以互动双方的行为和对话来塑造人物，较少出现大段的内心独白。人物之间深层次的关联不会直接透露，多在全剧铺设伏笔，进入攻略该角色的路线后，方可体会其中的安排。搞笑情節不会单纯套用时下流行用语，也不会有过于夸张离奇的设定，常在文中透露出人物或事件滑稽的一面。

## 作品列表

### 遊戲
| 作品名称                              | 中文译名                          | 发售日     | 发行公司 |
| ------------------------------------- | --------------------------------- | ---------- | -------- |
| Ripple ～ブルーシールへようこそっ～   | 涟漪                              | 2002-04-05 | 戲画     |
| ショコラ ～maid cafe "curio"～        | 女仆咖啡巧克拉                    | 2003-04-04 | 戲画     |
| FOLKLORE JAM                          |                                   | 2003-10-24 | Hermit   |
| V.G. NEO                              |                                   | 2003-12-19 | 戲画     |
| ままらぶ                              | 妈妈LOVE                          | 2004-10-29 | Hermit   |
| パルフェ ～ショコラ second brew～     | 女仆咖啡帕露菲                    | 2005-03-25 | 戲画     |
| この青空に約束を―                     | 青空下的约定                      | 2006-03-31 | 戲画     |
| フォセット －Cafe au Le Ciel Bleu－   | Fossette - Cafe au Le Ciel Bleu - | 2006-12-22 | 戲画     |
| 世界でいちばんNG(だめ)な恋            | 世界上最NG的恋爱                  | 2007-11-22 | Hermit   |
| WHITE ALBUM2 ～introductory chapter～ | 白色相簿2～序章～                 | 2010-03-26 | Leaf     |
| WHITE ALBUM2 ～closing chapter～      | 白色相簿2～终章～                 | 2011-12-22 | Leaf     |

### 輕小說
- 《不起眼女主角培育法》（冴えない彼女の育てかた，富士見Fantasia文庫）
- 《事到如今，我已經喜歡上了青梅竹馬》（今さらですが、幼なじみを好きになってしまいました，note）

### 漫畫
- 《不起眼女主角培育法》（全8卷，原作:丸戶史明，漫畫:守姫武士， 2013年2月號-2016年9月號連載）
- 《不起眼女主角培育法〜egoistic-lily〜》（全3卷，原作:丸戶史明，Young Ace 2013年3月號-2014年6月號）
- 《不起眼女主角培育法 戀愛節拍器》（全10卷，原作:丸戶史明，月刊BIG GANGAN 2013年Vol.09-2018年Vol.5連載）
- 《媒體混合少女》（原作:丸戶史明， 2021年1月-2023年3月）
- 《事到如今，我已經喜歡上了青梅竹馬》（原作:丸戶史明，漫畫:Yomu，X (社交網路服務)連載）

### 電視動畫
| 年份   | 中文標題            | 日文標題 | 擔當職位       | 導演     | 製作公司       |
| ------ | ------------------- | -------- | -------------- | -------- | -------------- |
| 2013年 | 白色相簿2           |          | 系列構成、劇本 | 安藤正臣 | SATELIGHT      |
| 2015年 | 不起眼女主角培育法  |          | 系列構成、劇本 | 龜井幹太 | A-1 Pictures   |
| 2015年 | 教室危機            |          | 系列構成、劇本 | 長崎健司 | Lay-duce       |
| 2017年 | 不起眼女主角培育法♭ |          | 系列構成、劇本 | 龜井幹太 | A-1 Pictures   |
| 2018年 | 暮光幻影            |          | 系列構成、劇本 | 森邦宏   | LIDENFILMS     |
| 2019年 | 絲襪視界            |          | 系列構成、劇本 | 小川優樹 | 橫濱動畫研究所 |
| 2022年 | Engage Kiss         |          | 系列構成、劇本 | 田中智也 | A-1 Pictures   |
| 2025年 | SI-VIS 英雄之聲     |          | 系列構成、劇本 | 待公布   | 待公布         |

### 動畫電影
- 不起眼女主角培育法 Fine[[[Wikipedia:格式手册/链接#章節|錨點失效]]]（2019年，劇本）